# Tianhe-2

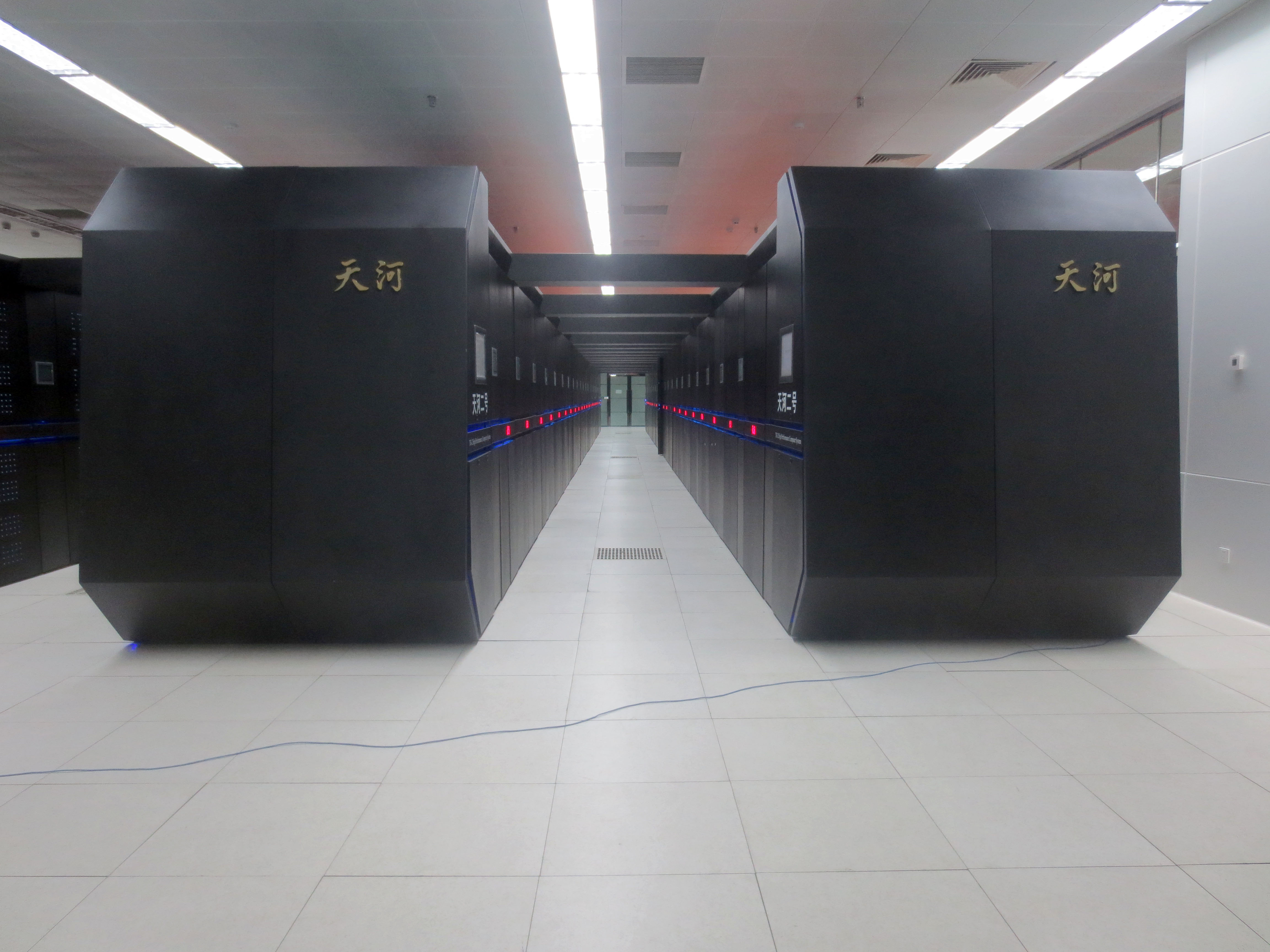
Tianhe-2

Der Tianhe-2 (chinesisch 天河二号 ‚Milchstraße-2‘) ist ein chinesischer Supercomputer am Nationalen Supercomputer-Zentrum in Guangzhou.
Er wurde an der Universität für Wissenschaft und Technik der Landesverteidigung in Changsha entwickelt und erreichte in seiner ersten Ausbaustufe (Juni 2013) eine Rechenleistung von 33,86 Petaflops und war fast doppelt so schnell wie der bis dahin leistungsstärkste Supercomputer, der US-amerikanische Titan (17,59 PFLOPS). Die theoretische Maximalleistung des Systems wird mit 55 Petaflops angegeben.
Im Juni 2016 wurde Tianhe-2 von der fast dreimal so schnellen chinesischen Eigenentwicklung Sunway TaihuLight mit 93 PFLOPS abgelöst.

## Konfiguration
Konfiguration der ersten Ausbaustufe 2013:
- Aufbau
  - System: 125 Racks mit je 4 Frames mit je 16 Boards
  - Board:
    - Node 1: 4 Xeon E5 + 1 Xeon Phi
    - Node 2: 5 Xeon Phi
- Prozessoren (16.000 Rechenknoten mit 3,12 Millionen Kernen):
  - 32000 × Intel Xeon E5-2692 (12-Core-Prozessor, „Ivy Bridge“, 2,2 GHz, 211 GFLOPS) mit je 64 GB RAM
  - 48000 × Intel Xeon Phi 31S1P (57-Core-Prozessor, 1,1 GHz) mit je 8 GB RAM
- RAM: 1375 TiB
  - 1000 TiB für die 32000 Intel Xeon E5
  - 0375 TiB für die 48000 Intel Xeon Phi
- Zusätzliche Prozessoren
  - 04.096 × Galaxy FT-1500 (16-Core-Prozessor, 1,8 GHz, 144 GFLOPS, 65 Watt)
- Speicherplatz: 12400 TB
- Betriebssystem: Kylin Linux
- Leistungsaufnahme: 17,8 MW
- Kühlung: Wasserkühlung (6,4 MW)
- Grundfläche: 720 m²